# 吉尔松尼德
吉尔松尼德（Gersonides，1288年—1344年4月20日），或列维·本·格尔肖姆（Levi ben Gershom），中世纪法国犹太人哲学家、数学家、医生和天文学家，以非正统的观点和亚里士多德主义而知名。拉比列维环形山以他的名字命名。